# Liste der Naturdenkmale in Glan-Münchweiler
Die Liste der Naturdenkmale in Glan-Münchweiler nennt die im Gemeindegebiet von Glan-Münchweiler ausgewiesenen Naturdenkmale (Stand 27. April 2024).

## Naturdenkmale
| Nr.         | Bezeichnung      | Lage                            | Beschreibung         | Bild            |
| ----------- | ---------------- | ------------------------------- | -------------------- | --------------- |
| ND-7336-375 | (Falsche) Akazie | Beethovenstraße, bei Nr. 4 Lage | Robinia pseudoacacia | Fotos hochladen |